# لیست فرمانداران سیلان هلند
لیست فرمانداران سیلان هلند (انگلیسی: List of)
      Acting governor
| No. | حاکم | حاکم                           | شروع دوره       | پایان دوره      | نکته |
| --- | ---- | ------------------------------ | --------------- | --------------- | ---- |
| 1   |      | ویلبام جاکوبززون کوستر         | ۱۳ مارس ۱۶۴۰    | ۱ اوت ۱۶۴۰      |      |
| 2   |      | جان تیسون پایارت               | ۱ اوت ۱۶۴۰      | ۲۴ مارس ۱۶۴۶    |      |
| 3   |      | جوآن ماتسویکر                  | ۲۴ مارس ۱۶۴۶    | ۲۶ فوریه ۱۶۵۰   |      |
| 4   |      | جیکوب ون کیتنستاین             | ۲۶ فوریه ۱۶۵۰   | ۱۱ اکتبر ۱۶۵۳   |      |
| 5   |      | آدریان ون در میدن              | ۱۱ اکتبر ۱۶۵۳   | ۱۲ مه ۱۶۶۰      |      |
| 6   |      | ریکلوف ون گونز                 | ۱۲ مه ۱۶۶۰      | ۱۶۶۱            |      |
| 7   |      | آدریان ون در میدن              | ۱۶۶۱            | ۱۶۶۳            |      |
| 8   |      | ریکلوف ون گونز                 | ۱۶۶۳            | ۱۶۶۳            |      |
| 9   |      | جیکوب هوستارت                  | ۲۷ دسامبر ۱۶۶۳  | ۱۹ نوامبر ۱۶۶۴  |      |
| 10  |      | آدریان روته                    | ۱۹ نوامبر ۱۶۶۴  | آوریل ۱۶۶۵      |      |
| 11  |      | ریکلوف ون گونز                 | آوریل ۱۶۶۵      | ۱۶۷۵            |      |
| 12  |      | رایکلوف ون گوینز جوان تر       | ۱۶۷۵            | ۲ دسامبر ۱۶۷۹   |      |
| 13  |      | لورن ون پیل                    | ۳ دسامبر ۱۶۷۹   | ۱۹ ژوئن ۱۶۹۳    |      |
| 14  |      | توماس ون ری                    | ۱۹ ژوئن ۱۶۹۳    | ۲۹ ژانویه ۱۶۹۵  |      |
| 15  |      | پائولوس دو رو                  | ۲۹ ژانویه ۱۶۹۵  | ۳۰ ژوئیه ۱۶۹۵   |      |
| 16  |      | توماس ون ری                    | ۹ اوت ۱۶۹۵      | ۲۲ فوریه ۱۶۹۷   |      |
| 17  |      | گریت دو هیر                    | ۲۲ فوریه ۱۶۹۷   | ۲۶ نوامبر ۱۷۰۲  |      |
| 18  |      | کورنلیس یان سیمونز             | ۱۱ مه ۱۷۰۳      | ۲۲ نوامبر ۱۷۰۷  |      |
| 19  |      | هندریک بکر                     | ۲۲ نوامبر ۱۷۰۷  | ۶ دسامبر ۱۷۱۶   |      |
| 20  |      | ایزاک آگوستین رومف             | ۵ دسامبر ۱۷۱۶   | ۱۱ ژوئن ۱۷۲۳    |      |
| 21  |      | آرنولد مول                     | ۲۱ ژوئن ۱۷۲۳    | ۱۲ ژانویه ۱۷۲۴  |      |
| 22  |      | یوهانس هرتنبرگ                 | ۱۲ ژانویه ۱۷۲۴  | ۱۹ اکتبر ۱۷۲۵   |      |
| 23  |      | جوان پل شاگن                   | ۱۹ اکتبر ۱۷۲۵   | ۱۶ نوامبر ۱۷۲۶  |      |
| 24  |      | پتروس وویست                    | ۱۶ سپتامبر ۱۷۲۶ | ۲۷ اوت ۱۷۲۹     |      |
| 25  |      | استفانوس ورسلیس                | ۲۷ اوت ۱۷۲۹     | ۲۵ اوت ۱۷۳۲     |      |
| 26  |      | گوالتروس ووترس                 | ۲۵ اوت ۱۷۳۲     | ۲ دسامبر ۱۷۳۲   |      |
| 27  |      | یعقوب کریستین پیلات            | ۲ دسامبر ۱۷۳۲   | ۲۷ ژانویه ۱۷۳۲  |      |
| 28  |      | دیدریک ون دومبورگ              | ۲۷ ژانویه ۱۷۳۴  | ۷ ژوئن ۱۷۳۶     |      |
| 29  |      | جان ماکاره                     | ۷ ژوئن ۱۷۳۶     | ۲۳ ژوئیه ۱۷۳۶   |      |
| 30  |      | گوستاووس ویلم ون ایمهوف        | ۲۳ ژوئیه ۱۷۳۶   | ۱۲ مارس ۱۷۴۰    |      |
| 31  |      | ویلم موریتس بروینینک           | ۱۲ مارس ۱۷۴۰    | ۸ ژانویه ۱۷۴۲   |      |
| 32  |      | دانیل اوربیک                   | ۸ ژانویه ۱۷۴۲   | ۱۱ مه ۱۷۴۳      |      |
| 33  |      | جولیوس والنتین استین فن گلولسی | ۱۱ مه ۱۷۴۳      | ۶ مه ۱۷۵۱       |      |
| 34  |      | جرارد جوان ورایلند             | ۶ مه ۱۷۵۱       | ۲۶ فوریه ۱۷۵۲   |      |
| 35  |      | یعقوب دو یونگ                  | ۲۶ فوریه ۱۷۵۲   | ۱۰ سپتامبر ۱۷۵۲ |      |
| 36  |      | جوان گیدئون لوتن               | ۱۰ سپتامبر ۱۷۵۲ | ۱۷ مارس ۱۷۵۷    |      |
| 37  |      | یان شرودر                      | ۱۷ مارس ۱۷۵۷    | ۱۷ سپتامبر ۱۷۶۲ |      |
| 38  |      | لوببرت جان بارون ون اک         | ۱۷ سپتامبر ۱۷۶۲ | ۱ آوریل ۱۷۶۵    |      |
| 39  |      | آنتونی مویارت                  | ۱۳ مه ۱۷۶۵      | ۷ اوت ۱۷۶۵      |      |
| 40  |      | ایمان ویلم فالک                | ۷ اوت ۱۷۶۵      | ۵ فوریه ۱۷۸۵    |      |
| 41  |      | ویلم جیکوب ون دی گراف          | ۷ فوریه ۱۷۸۵    | ۱۵ ژوئیه ۱۷۹۴   |      |
| 42  |      | یوهان ون آنجلبیک               | ۱۵ ژوئیه ۱۷۹۴   | ۱۶ فوریه ۱۷۹۶   |      |